# Stazione di Longarone-Zoldo
Stazione di Longarone-Zoldo vasútállomás Olaszországban, Veneto régióban, Longarone településen. A szomszédos Forno di Zoldo, Zoldo Alto és Selva di Cadore településeket is ez az állomás szolgálja ki.

## Vasútvonalak
Az állomást az alábbi vasútvonalak érintik:
- Calalzo–Padova-vasútvonal

## Kapcsolódó állomások
A vasútállomáshoz az alábbi állomások vannak a legközelebb: 
- Stazione di Faè-Fortogna
- Stazione di Ospitale di Cadore